# Sagdoidea
Sagdoidea is een superfamilie van weekdieren uit de klasse van de Gastropoda (slakken).

## Taxonomie
De volgende families zijn in de superfamilie ingedeeld:
- Sagdidae Pilsbry, 1895
- Solaropsidae H. Nordsieck, 1986
- Zachrysiidae D. G. Robinson, Sei & Rosenberg, 2017